# Bajrabarahi
Bajrabarahi (nepalski: बज्रवाराही) – gaun wikas samiti w środkowej części Nepalu w strefie Narajani w dystrykcie Makwanpur. Według nepalskiego spisu powszechnego z 2001 roku liczył on 1360 gospodarstw domowych i 7427 mieszkańców (3755 kobiet i 3672 mężczyzn).